# Butterberg (Bad Harzburg)
Der Butterberg bei Bad Harzburg im niedersächsischen Landkreis Goslar ist ein etwa 325 m ü. NHN hoher Höhenzug des Nördlichen Harzvorlandes.

## Name
Der Name „Butter“ hängt mit „buten“ (entspricht außen: be-außen, *baußen) zusammen (vgl. „Buten und binnen“, ndl. buiten). Butterberge sind also außen, vor bzw. am Rande bestimmter Lokalitäten gelegene Berge oder Erhebungen.

## Geographie

### Lage
Der Butterberg liegt im Nördlichen Harzvorland im Norden des Naturparks Harz in unmittelbarer westlicher Nachbarschaft zum Nordteil des Nationalparks Harz. Er befindet sich direkt nördlich der Kernstadt von Bad Harzburg, zu dessen Stadtgebiet er gehört. Seine Landschaft fällt nach Norden zum Kattenbach und zum an dessen Westufer gelegenen Bad Harzburger Ortsteil Westerode ab, nach Südosten leitet sie zur Nordabdachung des Mittelgebirges Harz über, nach Süden fällt sie zum Stübchenbach und nach Westen zur etwas jenseits der Bundesstraße 4 fließenden Radau ab. In Richtung Nordwesten leitet die Landschaft durch das Radautal zum etwa 4,5 km (Luftlinie) vom Butterberg entfernten Langenberg (ca. 304 m) über. Am und auf der Erhebung existieren die Flurnamen Am Butterberg, Butterberg, Hinter dem Butterberg und Vor dem Butterberg.

### Naturräumliche Zuordnung
Der Butterberg gehört in der naturräumlichen Haupteinheitengruppe Nördliches Harzvorland (Nr. 51), in der Haupteinheit Harzrandmulde (510), in der Untereinheit Harzburger Harzvorland (5101) und dessen Teilgebiet Vorberge des nördlichen Oberharzes (5101.4) zum Naturraum Harzburg-Goslarer Vorberge (5101.40).

## Schutzgebiete
Auf dem langgezogenen und in den Hochlagen im Rahmen eines schmalen Streifens bewaldeten Kamm des Butterbergs liegt das Naturschutzgebiet Butterberggelände (CDDA-Nr. 81496; 1952 ausgewiesen; 6 ha groß). Auf Großteilen der Erhebung, besonders auf seiner Nordflanke, befinden sich Bereiche des Landschaftsschutzgebiets Harz (Landkreis Goslar) (CDDA-Nr. 321402; 2001; 390,18 km²).

## Geologie und Geopark
Der Butterberg gehört mit seinen steilstehenden Gesteinsschichten zur Aufrichtungszone nördlich der Harznordrandstörung. Er besteht aus Kalksandstein der Oberkreide und ist Teil des Geoparks Harz – Braunschweiger Land – Ostfalen.

## Verkehr und Wandern
Südlich und südöstlich vorbei am Butterberg verläuft die Landesstraße 501, die von Westen kommend durch Bad Harzburg und dann zum ostnordöstlich liegenden Stapelburg führt. Zum Beispiel an dieser Straße beginnend oder an Nebenstraßen, die durch die bis auf die südlichen Hanglagen reichenden Wohngebiete führen, kann er auf Wegen und Pfaden erwandert werden. Am und über den Butterberg verlaufen Erlebnispfade. Etwas südöstlich vorbei verläuft, jenseits von Bad Harzburg und der L 501 entlang dem Harznordrand der Europäische Fernwanderweg E11, von dem Verbindungen zur Erhebung bestehen.